# (2887) Krinov
(2887) Krinov (1977 QD5; 1936 ML; 1939 FW; 1980 KC2; 1980 MG; 1983 DH) ist ein ungefähr sechs Kilometer großer Asteroid des inneren Hauptgürtels, der am 22. August 1977 vom russischen (damals: Sowjetunion) Astronomen Nikolai Stepanowitsch Tschernych am Krim-Observatorium (Zweigstelle Nautschnyj) auf der Halbinsel Krim (IAU-Code 095) entdeckt wurde.

## Benennung
(2887) Krinov wurde nach dem sowjetischen Meteoritenforscher Jewgeni Leonidowitsch Krinow (1906–1984) benannt, der die Leonard-Medaille der Meteoritical Society erhalten hatte.